# Hippuris
Genre
Classification phylogénétique
Hippuris est un genre de plantes dicotylédones de la famille des  Hippuridaceae selon la classification classique de Cronquist (1981). La classification phylogénétique inclut ce genre dans les Plantaginaceae.
Ce sont des plantes herbacées, aquatiques ou des zones humides, fixées, pérennes, rhizomateuses à feuilles émergentes, des régions froides à tempérées.
Le nom Hippuris provient du grec ἵππος — cheval et οὐρά — queue.

## Liens externes

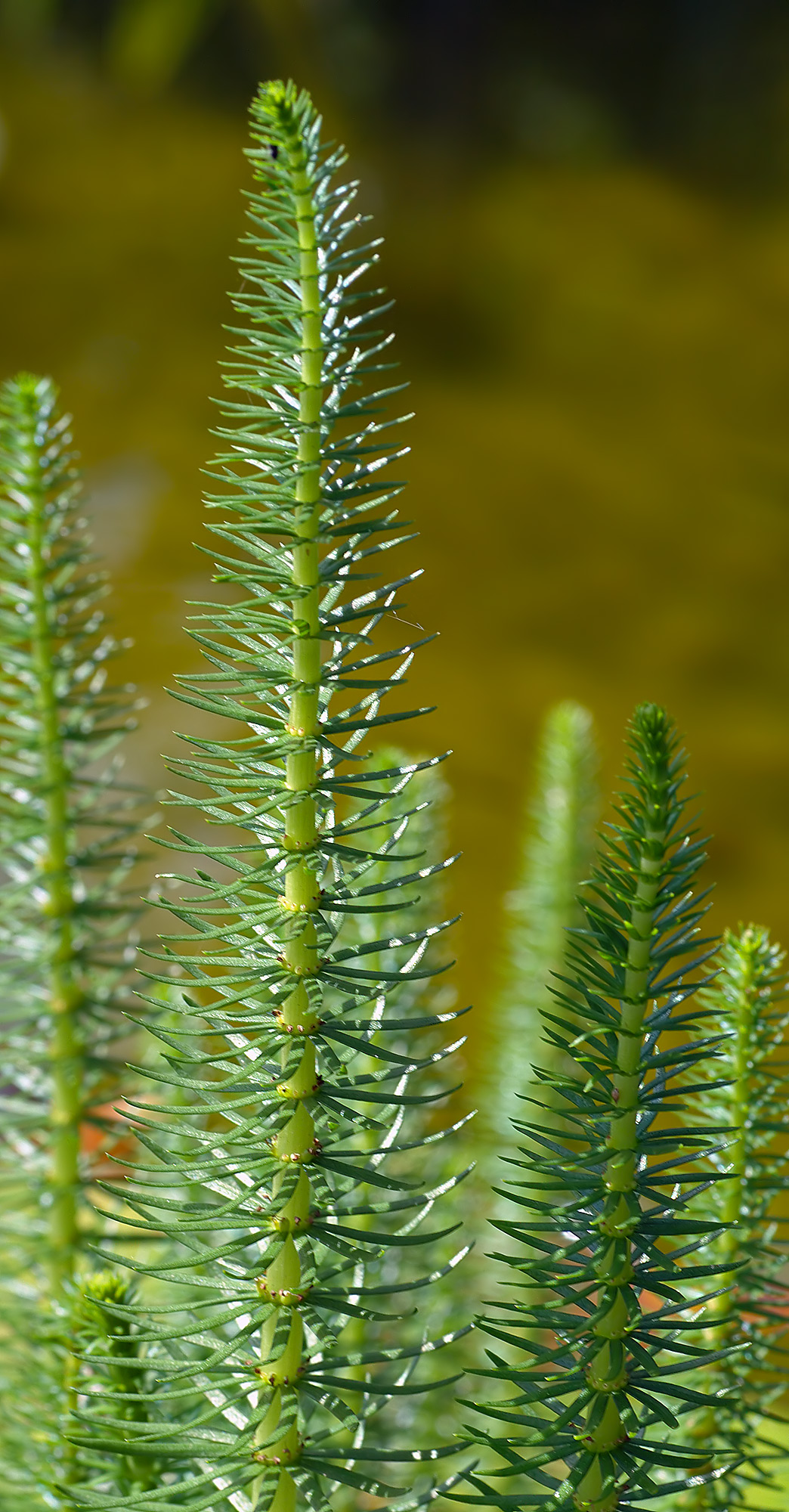
Hippuris vulgaris

## Liste des espèces
Selon BioLib (7 mai 2021) :
- Hippuris lanceolata Retz.
- Hippuris montana Ledeb.
- Hippuris tetraphylla L. f.
- Hippuris vulgaris L.